# 6098 Mutojunkyu
A 6098 Mutojunkyu (ideiglenes jelöléssel 1991 UW3) a Naprendszer kisbolygóövében található aszteroida. Masanori Matsuyama,  Vatanabe Kazuró fedezte fel 1991. október 31-én.